# Spectateurs!
Spectateurs! ist ein Filmdrama von Arnaud Desplechin. Die Premiere des hybriden Essayfilms, eine Doku-Fiction, in der der Regisseur sein Alter Ego Paul Dédalus durch sein Leben begleitet und in dem auch der Schauspieler Mathieu Amalric mitwirkt, der diesen in seinen früheren Filmen spielte, erfolgte im Mai 2024 bei den Internationalen Filmfestspielen in Cannes. Mitte Januar 2025 kam der Film in die französischen Kinos.

## Handlung
Als Paul Dédalus im Alter von sechs Jahren gemeinsam mit seiner Schwester von seiner Großmutter zum ersten Mal mit ins Kinos genommen wird, schauen sie sich die Kriminalkomödie Fantomas von André Hunebelle an. Im Fernsehen schaut er sich Filme wie Alfred Hitchcocks Spellbound an, und nachdem er vollends seine Liebe zum Film entdeckt hat lügt er als 14-Jähriger, was sein Alter betrifft, um im Kino Ingmar Bergmans Psychodrama Schreie und Flüstern sehen zu können. Noch in seiner Schulzeit gründet er einen Filmclub und kann damit besonders ein Mädchen beeindrucken. Mit Anfang Zwanzig ist Paul ein echter Filmfan geworden. Er ist fasziniert von der Arbeit von Francis Ford Coppola und sieht sich jeden neuen Film, den er mag, dreimal an.

## Produktion

### Filmstab und Aufbau
Regie führte Arnaud Desplechin, der auch das Drehbuch schrieb. Paul Dédalus, anfänglich ein 29 Jahre alter Hauptassistent für Philosophie an der Universität Paris-Nanterre, in dessen Fußstapfen er in seiner Doku-Fiction tritt, gilt als Alter Ego des Regisseurs. Wie er selbst stammt auch Dédalus aus Roubaix. Diese Figur erschien in seinem Film Ich und meine Liebe und auch in Desplechins späterem Film Ein Weihnachtsmärchen aus dem Jahr 2008. Mit Spectateurs! komplettiert der Regisseur seine Filme über Paul Dédalus.
Desplechin wählte für Spectateurs! einen hybriden Ansatz, der Fiktion und Sachliteratur, das Persönliche und das Politische, Populär- und Kunstkino zu einer lyrischen Hommage an das Zuschauerdasein verschmilzt, die alle Theorien und Emotionen umfasst, die damit einhergehen. Einerseits zeigt er den bekennenden Cineasten Paul in drei Lebensphasen, als neugieriges Kind, als filmbesessener Teenager und als Gelehrter in den Zwanzigern, andererseits meditiert er mit Mathieu Amalric über die künstlerischen Vorläufer des Kinos wie die Malerei, die Fotografie und das Puppenspiel und greift zudem immer wieder auf die historische Entwicklung des Kinos zurück, von den Anfängen der Projektion im späten 19. Jahrhundert über die industrielle Expansion, den Aufstieg des Fernsehens bis hin zu seiner zeitgenössischen Entwicklung. Desplechin geht dabei auch auf die Pioniere der bewegten Bilder ein, von den Brüdern Lumière bis zu Eadweard Muybridge, Thomas Alva Edison und Louis Le Prince. Weiter bittet er verschiedene Personen, sich an den ersten Film zu erinnern, den sie gesehen haben und zu erzählen, welche Wirkung bestimmte Filme auf sie hatten. Ein Mann erzählt zum Beispiel, wie Maurice Pialats A Nos Amours sein Leben verändert hat, und ein kleines Mädchen erklärt, wie sie von Steven Spielbergs Adaption von West Side Story emotional berührt wurde. Spectateurs! ist in elf Kapitelüberschriften unterteilt.
Mit Filmeditorin Laurence Briaud arbeitete Desplechin für die meisten seiner bisherigen Filme zusammen.

### Besetzung und Dreharbeiten

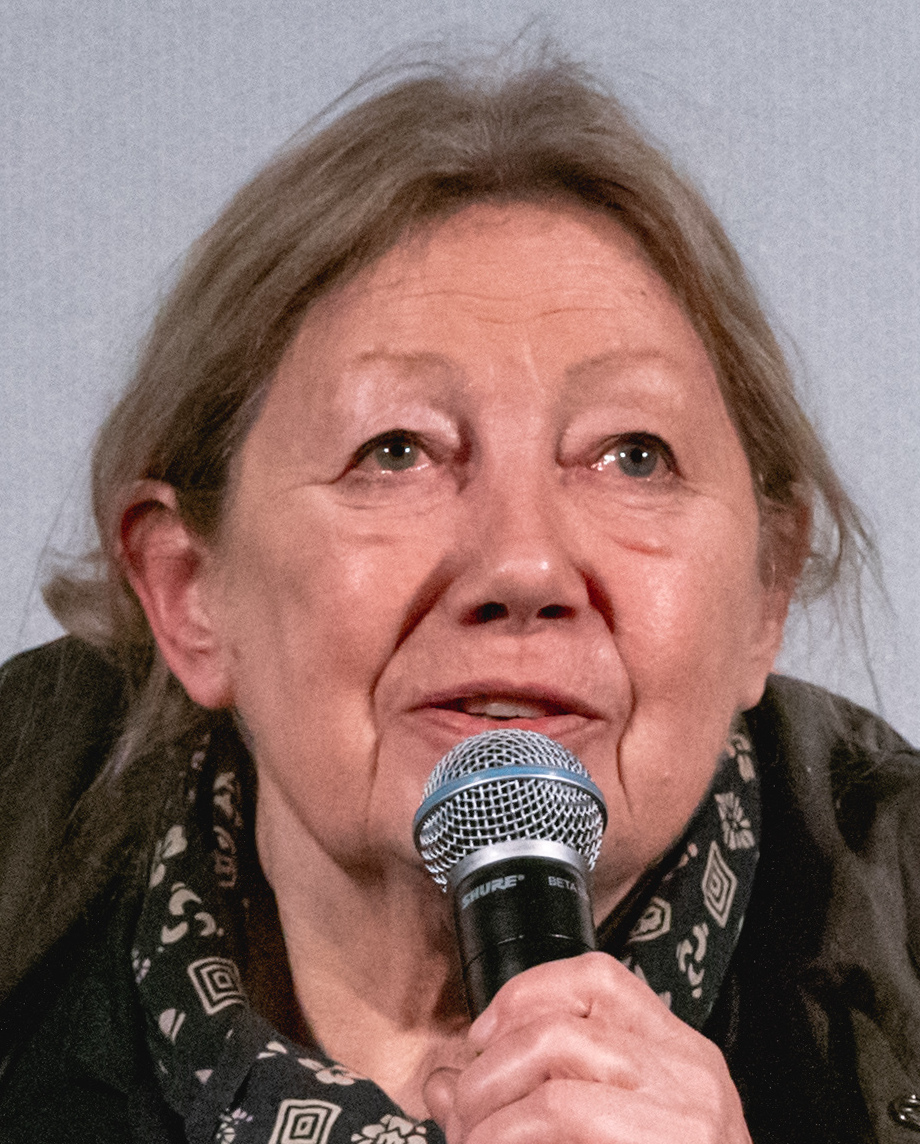
Françoise Lebrun (2022)

Die zentrale Rolle besetzte der Regisseur mit Mathieu Amalric, der bereits in Ich und meine Liebe und dem 2015 erschienenen Prequel Meine goldenen Tage Dédalus spielte und auch in seinen Filmen Das Leben ist seltsam und Jimmy P. – Psychotherapie eines Indianers in Hauptrollen zu sehen war. Er taucht flüchtig am Ende des Films auf. In Spectateurs! wird Paul Dédalus von vier Schauspielern verkörpert. Louis Birman spielt ihn im Alter von 6 Jahren, der aus Justine Triets Anatomie eines Falls bekannte Nachwuchsschauspieler Milo Machado-Graner als Teenager, Sam Chemoul als 22-Jährigen und Salif Cissé, der bereits in Desplechins Bruder und Schwester (Frère et sœur) mitwirkte, als Dreißigjährigen. Marilou Poujardieu und Salomé Rose Stein spielen zwei junge Frauen, mit denen Paul mit Anfang Zwanzig befreundet ist. Eine Szene, in der die französische Philosophin Sandra Laugier zu Wort kommt, inszenierte Desplechin mit der Schauspielerin Olga Milshtein. Françoise Lebrun spielt Pauls Großmutter. In einer weiteren Rolle ist Micha Lescot zu sehen.
Die Dreharbeiten wurden Mitte Juli 2023 begonnen. Kameramann Noé Bach, der 2014 die Filmhochschule La Fémis 2014 abschloss, war zuletzt für Der Sommer mit Anaïs von Charline Bourgeois-Tacquet und die Filme Qu’importe si les bêtes meurent und Animalia von Sofia Alaoui tätig.

### Filmmusik und Veröffentlichung
Die Filmmusik komponierte Grégoire Hetzel, mit dem Desplechin bereits für seinen letzten Film Frère et sœur zusammenarbeitete.
Die Premiere von Spectateurs! erfolgte am 22. Mai 2024 bei den Internationalen Filmfestspielen in Cannes. Kurz zuvor wurde der erste Trailer vorgestellt. Im September 2024 wurde er beim San Sebastian International Film Festival in der Sektion Zabaltegi-Tabakalera gezeigt. Der Kinostart in Frankreich war am 15. Januar 2025.

## Auszeichnungen
Internationale Filmfestspiele von Cannes 2024
- Nominierung für das Œil d’or (Arnaud Desplechin)

San Sebastian International Film Festival 2024
- Nominierung in der Sektion Zabaltegi-Tabakalera (Arnaud Desplechin)[11]